# Erin Densham
Erin Densham (Camden, 3 mei 1985) is een triatlete uit Australië, die haar vaderland tweemaal vertegenwoordigde bij de Olympische Spelen. Bij haar debuut, in 2008 (Peking), eindigde ze op de 22ste plaats (2:03.08) in de eindrangschikking. Vier jaar later in Londen won Densham de bronzen medaille (1:59.50), twee seconden achter de Zwitserse Nicola Spirig (goud) en de Zweedse Lisa Nordén (zilver).

## Palmares

### triatlon
- 2004: 18e WK - 1:19.14
- 2006:  WK U23 olympische afstand - 2:08.19
- 2008: 22e OS - 2:03.08,76
- 2009: 70e WK olympische afstand - 237 p
- 2010: 4e WK sprint afstand - 59.09
- 2010: 70e WK olympische afstand - 300 p
- 2011: 26e WK olympische afstand - 1185 p
- 2012:  OS - 1:59.50,00
- 2012: 5e WK olympische afstand - 3611 p
- 2012: 5e WK sprint afstand - 1:01.04
- 2013: 84e WK olympische afstand - 149 p
- 2014: 51e WK sprint afstand - 1:02.22
- 2015: 31e WK olympische afstand - 1374 p
- 2016: 69e WK olympische afstand - 175 p